# Susan Hall
Susan Mary Hall (nascida Cole, Harrow, Middlesex, 1955), empresária e política britânica, é candidata Conservadora a prefeita de Londres em 2024.
Membro da Assembleia de Londres desde 20 de Junho de 2017, também serviu como líder dos Conservadores londrinos de Dezembro de 2019 a Maio de 2023.

## Biografia

### Família
De ascendência irlandesa da linha cadete dos condes de Enniskillen, filha mais velha de Benjamin Cole (1912–1972), mecânico que mais tarde se tornou dono de várias garagens de automóveis no noroeste de Londres.
Casou-se com o cabeleireiro Peter Hall em 1977, tendo dois filhos.

### Carreira política
Vereadora do burgo londrino Harrow no Ward Hatch End desde 2006, Hall exerceu ainda a função de presidente do conselho municipal não maioritário de Harrow também de 2013 a 2014.
Em 2017 se tornou membro da Assembleia de Londres sucedendo ao deputada Kemi Badenoch, tornando-se vice-líder dos Conservadores londrinos em 2018. Reconhecida por sua habilidade no governo local, ela foi promovida a líder do grupo Conservador londrino em 2019.
Reeleita membro da Assembleia na 2021, em 2 de Maio de 2023, Hall anuncia a sua renúncia como líder do grupo Conservador londrino, para ser selecionada em 19 de Julho de 2023 como candidata Conservadora na próximas eleições para prefeito de Londres em 2024.